# Advance Wars 2: Black Hole Rising
 (octobre 2022).
Si vous disposez d'ouvrages ou d'articles de référence ou si vous connaissez des sites web de qualité traitant du thème abordé ici, merci de compléter l'article en donnant les références utiles à sa vérifiabilité et en les liant à la section « Notes et références ».
Advance Wars 2: Black Hole Rising est un jeu vidéo de tactique au tour par tour sorti sur Game Boy Advance en 2003. Il est la suite directe du premier Advance Wars, sortie sur cette même console. Un remake nommé Advance Wars 1+2: Re-Boot Camp, incluant également le premier opus, est sorti le 21 avril 2023 sur Nintendo Switch.

## Scénario
L'armée de Black Hole revient, avec à sa tête le général Sturm et quatre de ses sbires : Helmut, Kat, Adder et Maverik. Les quatre nations doivent chacune repousser les généraux ennemis, à savoir Helmut pour Orange Star, Kat pour Blue Moon, Adder pour Yellow Comet et Maverik pour Green Earth.
Il y a dans chaque pays 7 missions, et 1 mission cachée servant à obtenir le tank ultime, le néotank.
La fin du jeu consiste en 2 missions de difficulté élevée se déroulant sur un mini-continent envahi par Black Hole, contre le général ennemi en chef, Sturm.

## Système de jeu

### Généralités
Comme dans le premier Advance Wars, Advance Wars 2 est un jeu de stratégie au tour par tour d'aspect cartoon.
Le joueur choisit un "Général" (CO en anglais) parmi ceux disponibles pour la mission en cours, et doit faire construire et faire évoluer son armée sur une carte quadrillée.
Le but du jeu étant selon le cas et la mission, l'élimination totale du ou des camps adverses, la capture d'un bâtiment particulier, le sabotage d'un système de défense...
Parmi les genres d'unités, on distingue l'infanterie, les véhicules (qui vont du transport de troupes légères au Néo Tank, le plus fort de tous les chars d'assauts), les navires et l'aviation, à part les avions et l'infanterie, les classes de tir sont divisées en deux : les unités aux corps à corps et les unités de tir indirectes.
Sur la carte, les bâtiments neutres et ennemis (villes, usines ou même le QG ennemi) peuvent être pris par vos hommes (uniquement par l'infanterie ou les groupes de bazookas).

### Nouveautés
Il y a quelques nouveautés : des nouveaux types de terrains, une campagne assez spéciale, un nouveau CO par armée, excepté Black Hole, qui elle, en a 4. Il n'y a plus de mode Entraînement, et pour ceux n'ayant jamais joué à Advance Wars premier du nom, les premières missions de la campagne résument assez bien les explications nécessaires pour jouer : elles font office de didacticiel. L'ajout d'un Super CO pouvoir est également présent. Celui-ci étant, pour la plupart des généraux, un pouvoir plus long à avoir que l'ancien.
On note également l'absence des grades.
De plus, une nouvelle unité : le néotank est présent.
De même, il y a de nouveaux généraux pour chaque faction (Nell , etc)
Une autre nouveauté, les conduites, elles sont indestructibles, seul point faible: les jointures, marquées d'un trait gris et de petits clous elles ont 95 PV.Le mieux est d'utiliser soit un bombardier, soit un néotank (bien sûr il faut que les unités ci- dessus aient tous leurs PV).

## Accueil
- Edge : 8/10[3]
- Electronic Gaming Monthly : 8,17/10[4]
- Eurogamer : 9/10 (en tant que standalone) ou 6/10 (en tant que suite)[5]
- Game Informer : 9,25/10[6]
- Gamekult : 8/10[7]
- GamePro : 4/5[8]
- GameSpot : 9,1/10[9]
- GameSpy : 4/5[10]
- GameZone : 9,2/10[11]
- IGN : 9/10[12]
- Jeuxvideo.com : 18/20[13]
- Nintendo Power : 4,6/5[14]